# Patrick Dehornoy
Patrick Dehornoy, né le 11 septembre 1952 à Rouen et mort le 4 septembre 2019 à Villejuif, est un mathématicien français.

## Biographie
Patrick Dehornoy est ancien élève de l'École normale supérieure (promotion 1971). Il soutient une thèse d'État ayant pour titre « Ultrapuissances itérées et changement de cofinalité », sous la direction de Kenneth Walter McAloon, en 1978.
Il est chercheur au CNRS à Paris (1975-1982), puis professeur à l'université de Caen (1983-2017 ), émérite ensuite. De 2009 à 2013, il a été directeur adjoint scientifique de l'Institut national des sciences mathématiques et de leurs interactions (INSMI) du CNRS. Il est membre sénior de l'Institut universitaire de France (2002), renouvelé en 2007.

## Recherche
Patrick Dehornoy travaille en théorie des ensembles et en algèbre ; il a découvert l'une des premières applications des  grands cardinaux aux mathématiques usuelles en utilisant des cardinaux « géants » (en) pour construire un ordre total invariant à gauche sur les groupes de tresses, connu comme l'ordre de Dehornoy (en). Il est par ailleurs l'un des contributeurs principaux au développement des méthodes de Garside en théorie des groupes, menant en particulier à une solution conjecturée pour le problème de mot dans les groupes d'Artin-Tits généraux.

## Distinctions
- 1999 : prix Ferran Sunyer i Balaguer, Institut d'études catalanes
- 2005 : prix Langevin, Académie des sciences
- 2014 : Monograph Award[4], Société mathématique européenne

## Publications

### Livres (sélection)
- Patrick Dehornoy, Braids and Self Distributivity, Birkhäuser, coll. « Progress in Mathematics » (no 192), 2000, xvi + 624 (présentation en ligne). - Prix Ferran Sunyer i Balaguer 1999
- Patrick Dehornoy, Ivan Dynnikov, Dale Rolfsen et Bert Wiest, Why Are Braids Orderable?, Société Mathématique de France, coll. « Panoramas et synthèses » (no 14), 2002, xiii + 192 (présentation en ligne).
- Patrick Dehornoy, Ivan Dynnikov, Dale Rolfsen et Bert Wiest, Ordering braids, American Mathematical Society, coll. « Mathematical Surveys and Monographs » (no 148), 2008, 323 p. (ISBN 978-0-8218-4431-1, MR 2463428).
- Patrick Dehornoy, François Digne, Eddy Godelle, Daan Krammer et Jean Michel, Foundations of Garside theory, European Mathematical Society, coll. « EMS Tracts in Mathmatics » (no 22), 2015 (ISBN 978-3-03719-139-2, MR 3362691).
- Patrick Dehornoy, Le calcul des tresses, Paris, Calvage et Mounet, coll. « Nano » (no 104), 2019, xii + 210 (ISBN 978-2-9163-5279-4).
- Patrick Dehornoy (trad. Danièle et Greg Gibbons), The calculus of Braids : An introduction, and beyond, Cambridge, Cambridge University Press, coll. « London Mathematical Society student texts » (no 100), 2021, xii + 245 (ISBN 978-1-108-92586-0). — Traduction du précédent

### Manuels d'enseignement
- Patrick Dehornoy, La théorie des ensembles. Introduction à une théorie de l'infini et des grands cardinaux, Calvage et Mounet, coll. « Tableau noir », 2017 (ISBN 9782916352404).
- Patrick Dehornoy, Mathématiques de l'informatique : cours et exercices corrigés, Paris, Dunod, coll. « Sciences sup », 2000, xiii+303 (ISBN 978-2-10-004446-7, SUDOC 048352799).
- Patrick Dehornoy, Complexité et décidabilité, Paris, Springer-Verlag et Birkhäuser, coll. « Mathématiques et applications » (no 12), 1993 et 2000, 200 p. (ISBN 3-540-56899-9 et 2-287-00416-5, SUDOC 013249266).

### Articles (sélection)
- Patrick Dehornoy, « Braid groups and left distributive operations », Transactions of the American Mathematical Society, vol. 345, no 1,‎ 1994, p. 115–150 (DOI 10.2307/2154598, MR 1214782).
- Patrick Dehornoy, « Multifraction reduction (II): conjectures for Artin-Tits groups », Journal of Combinatorial Algebra, vol. 1, no 3,‎ 2017, p. 229-287 (DOI 10.4171/JCA/1-3-1, MR 3681576).

## Vidéos
- « Georg Cantor et les infinis » (2009), conférence « Un texte, un mathématicien », Société mathématique de France, Bibliothèque nationale de France.
- Deux Malentendus sur la théorie des ensembles (2018), série « Les 5 min Lebesgue », Centre Henri-Lebesgue, université Rennes-I.
- « La théorie des ensembles cinquante ans après Cohen » (2018), colloquium Mathalp 2018, Institut Fourier, université Joseph-Fourier.

## Clip humoristique
- Le Paradis des mathématiciens, film de Patrick Dehornoy, avec lui-même dans le rôle d'un vieux mathématicien au paradis et Cédric Villani dans celui d'un mathématicien qui trouve l'inspiration dans le livre Braids and self-distributivity de Dehornoy.